# Họ Cá chép
Họ Cá chép (danh pháp khoa học: Cyprinidae, được đặt tên theo từ Kypris trong tiếng Hy Lạp, tên gọi khác của thần Aphrodite), bao gồm cá chép và một số loài có quan hệ họ hàng gần như cá giếc, cá trôi, cá anh vũ, cá mè vinh v.v....

## Đặc trưng
Các loài cá trong họ này có lẽ có nguồn gốc từ Bắc Mỹ, châu Phi và đại lục Á-Âu. Loài có kích thước lớn nhất đã biết trong họ này là cá hô (Catlocarpio siamensis), có thể dài tới 3 m (10 ft). Loài lớn nhất tại Bắc Mỹ là Ptychocheilus lucius dài tới 1,83 m (6 ft). Ngược lại, nhiều loài nhỏ hơn 5 cm (2 inch); và loài cá nước ngọt nhỏ nhất là Danionella translucida ở Myanma cũng thuộc họ Cá chép nghĩa rộng, chỉ dài tối đa 12 mm. Tất cả các loài trong họ này đều là cá đẻ trứng và hành vi sinh sản của phần lớn các loài là không bảo vệ trứng, tuy nhiên, có một số ít loài làm tổ và/hoặc bảo vệ trứng.

## Tầm quan trọng
Họ Cá chép là họ cá thực phẩm có tầm quan trọng cao, chúng được đánh bắt và nuôi thả tại nhiều quốc gia ở châu Âu và châu Á. Tại các quốc gia không có biển, cá dạng cá chép thường là các loài cá thực phẩm chủ yếu, mặc dù sự thịnh hành các dạng cá đông lạnh không quá đắt tiền đã làm giảm tầm quan trọng của cá dạng cá chép so với trước đây. Tuy nhiên, trong một số khu vực thì chúng vẫn là phổ biến trong việc cung cấp thực phẩm cũng như để câu cá giải trí, và vì thế chúng đã được nuôi thả trong các ao hồ một cách có chủ định trong nhiều thế kỷ vì các lý do này.
Một vài loài cá dạng cá chép đã được đưa vào các vùng nước bên ngoài khu vực phân bố tự nhiên của chúng nhằm mục tiêu cung cấp thực phẩm, thể thao, hay kiểm soát sinh học đối với một số loài dịch hại. Chẳng hạn, cá chép và cá trắm cỏ là quan trọng nhất trong số này tại khu vực Florida. Trong một số trường hợp, chúng lại trở thành loài xâm hại và cạnh tranh với các loài cá bản địa hay hủy hoại môi trường, ví dụ cá chép có thể sục sạo tại các bờ ao hồ, làm giảm độ trong của nước và gây khó khăn cho sự phát triển của các loài thực vật thủy sinh
Một loạt các loài cá dạng cá chép là các loài cá cảnh quan trọng trong các bể cảnh, trong đó đáng chú ý có cá vàng, được nhập khẩu lần đầu tiên vào châu Âu khoảng năm 1728 nhưng đã được người Trung Quốc nuôi trước đó rất lâu. Các loại cá cảnh phổ biến khác còn có cá đòng đong (Puntius spp.), cá ngựa vằn (Danio spp.) và cá lòng tong (Rasbora spp.).
Cá ngựa vằn (Danio rerio) là động vật nghiên cứu tiêu chuẩn trong các hoạt động nghiên cứu di truyền học phát triển.

## Phân loại
Họ Cá chép nghĩa rộng là họ cá nước ngọt lớn nhất, với khoảng 3.155 loài cá dạng cá chép. Kể cả khi chia nhỏ thì họ Cá chép nghĩa hẹp vẫn chứa khoảng 1675 loài. Phân chia dưới đây là của họ Cyprindae nghĩa hẹp. 

### Các chi
- Phân họ Probarbinae Yang, 2015 – Đông Nam Á.
  - Catlocarpio – cá hô.
  - Probarbus
- Phân họ Labeoninae Bleeker, 1859 – Châu Phi và nhiệt đới châu Á.
  - Labeo – cá trôi Ấn Độ.
  - Gibelion – cá chép Ấn Độ (một số tác giả coi loài này thuộc chi Catla hay Labeo)
  - Diplocheilichthys
  - Neorohita
  - Parapsilorhynchus
  - Longanalus
  - Protolabeo
  - Sinilabeo
  - Altigena
  - Bangana – cá hỏa
  - Cirrhinus – cá trôi, cá linh
  - Gymnostomus
  - Incisilabeo
  - Speolabeo
  - Schismatorhynchos
  - Vinalabeo
  - Garra
  - Paracrossocheilus
  - Tariqilabeo
  - Nhánh Osteochilus
    - Barbichthys
    - Crossocheilus
    - Epalzeorhynchos – cá chuôn hai màu.
    - Henicorhynchus
    - Labiobarbus
    - Lobocheilos
    - Osteochilus – cá mè lúi.
    - Thynnichthys

  - Nhánh Semilabeo
    - Ageneiogarra
    - Cophecheilus
    - Discogobio
    - Hongshuia
    - Linichthys
    - Mekongina
    - Paraqianlabeo [9]
    - Parasinilabeo
    - Placocheilus
    - Prolixicheilus
    - Pseudocrossocheilus
    - Pseudogyrinocheilus
    - Ptychidio
    - Qianlabeo
    - Rectoris
    - Semilabeo – cá anh vũ.
    - Sinigarra [10]
    - Sinocrossocheilus
    - Stenorynchoacrum [11]
    - Vinagarra
- Phân họ Torinae Karaman, 1971 – Châu Phi và nhiệt đới châu Á.
  - Nhánh Labeobarbus
    - Arabibarbus [12]
    - Carasobarbus
    - Labeobarbus
    - Mesopotamichthys
    - Pterocapoeta

  - Barbopsis
  - Nhánh Hypselobarbus
    - Hypselobarbus
    - Lepidopygopsis
    - Osteochilichthys

  - Naziritor
  - Neolissochilus
  - Tor
  - Acapoeta
  - Sanagia
  - Pterocapoeta
- Phân họ Smiliogastrinae Bleeker, 1863 – Châu Phi và nhiệt đới châu Á.
  - Amatolacypris[13]
  - Barbodes – cá he.
  - Barboides
  - Caecobarbus
  - Chagunius
  - Cheilobarbus[13]
  - Clypeobarbus
  - Coptostomabarbus
  - Dawkinsia [14]
  - Desmopuntius [15]
  - Eechathalakenda
  - Enteromius
  - Haludaria [16]
  - Hampala
  - Namaquacypris[13]
  - Oliotius [15]
  - Oreichthys
  - Osteobrama
  - Pethia [14]
  - Prolabeo
  - Prolabeops
  - Pseudobarbus
  - Puntigrus [15]
  - Puntius – cá đòng đong
  - Rohtee
  - Sahyadria
  - Sedercypris[13]
  - Striuntius [15]
  - Systomus
  - Xenobarbus
- Phân họ Cyprininae  Rafinesque, 1815: Đại lục Á Âu.
  - 'Puntius' semifasciolatus
  - 'Puntius' snyderi
  - Neobarynotus
  - Aaptosyax
  - Carassioides
  - Carassius – cá diếc, cá vàng
  - Cyprinus – cá chép
  - Luciocyprinus
  - Paraspinibarbus
  - Parator
  - Procypris
  - Pseudosinocyclocheilus
  - Sinibarbus
  - Sinocyclocheilus
  - Typhlobarbus
  - Albulichthys
  - Amblyrhynchichthys
  - Anematichthys
  - Balantiocheilos
  - Barbonymus – cá mè vinh.
  - 'Barbonymus' gonionotus
  - Cosmochilus
  - Cyclocheilichthys
  - Cyclocheilos
  - Discherodontus
  - Eirmotus
  - Hypsibarbus
  - Kalimantania
  - Laocypris
  - Mystacoleucus
  - Parasikukia
  - Poropuntius
  - Puntioplites
  - Rohteichthys
  - Sawbwa
  - Scaphognathops
  - Sikukia
  - Troglocyclocheilus
- Phân họ Acrossocheilinae Yang, 2015 – Đông Nam Á và Trung Quốc.
  - Acrossocheilus
  - Folifer
  - Onychostoma
- Phân họ Spinibarbinae Yang, 2015 – Lào, bắc Việt Nam và nam Trung Quốc.
  - Spinibarbus
  - Spinibarbichthys
- Phân họ Schizothoracinae McClelland, 1842 – Trung Á.
  - Aspiorhynchus
  - Percocypris
  - Schizopyge
  - Schizothorax
- Phân họ Schizopygopsinae Mirza, 1991 – Trung Á.
  - Chuanchia
  - Diptychus
  - Gymnocypris
  - Gymnodiptychus
  - Herzensteinia
  - Oreinus
  - Oxygymnocypris
  - Platypharodon
  - Ptychobarbus
  - Schizopygopsis
- Phân họ Barbinae Bleeker, 1859 – Đại lục Á Âu, tây bắc châu Phi. 
  - Aulopyge
  - Barbus
  - †Hsianwenia[17]
  - Caecocypris
  - Capoeta
  - Cyprinion
  - Kantaka
  - Luciobarbus
  - Scaphiodonichthys
  - Schizocypris
  - Semiplotus

## Phát sinh chủng loài
Năm 2016, Stout đã phân chia và sắp xếp lại họ Cyprinidae nghĩa rộng (sensu lato) thành họ Cyprinidae nghĩa hẹp (sensu stricto) và một loạt các họ khác; bao gồm Danionidae, Paedocyprididae, Sundadanionidae, Xenocyprididae, Acheilognathidae, Gobionidae, Tanichthyidae và Leuciscidae.
Cây phát sinh chủng loài dưới đây vẽ cho họ Cyprinidae nghĩa hẹp (sensu stricto).